# Globig-Bleddin
Globig-Bleddin è una frazione della città tedesca di Kemberg, nel Land della Sassonia-Anhalt.

## Geografia antropica
La frazione di Globig-Bleddin comprende la località di Globig e di Bleddin.